# Mark Rosman
Mark Rosman (* 1959) ist ein US-amerikanischer Filmregisseur und Drehbuchautor.

## Leben
Mark Rosman wurde als Sohn eines Dermatologen aus Beverly Hills geboren. Er wuchs in Los Angeles, gemeinsam mit seiner Schwester und seinen Bruder, der Anwalt ist, auf. Nach seinem Abschluss an der Beverly Hills High School, studierte Rosman zwei Jahre an der University of California, Los Angeles und wechselte anschließend zur New York University, nachdem er beim Filmprogramm der UCLA abgelehnt und in New York angenommen worden war. Bereits während seines Abschlussjahres arbeitete er als Regieassistent für Brian De Palmas Home Movies.
Nachdem Rosman 1983 mit dem Horrorfilm The House on Sorority Row sein erstes Drehbuch verkaufen konnte und erstmals als Regisseur in Erscheinung trat, führte er 1985 in dem Science-Fiction-Film Blue Yonder – Flug in die Vergangenheit, welcher ebenfalls von ihm geschrieben und von Disney produziert wurde, Regie. The House on Sorority Row erfuhr 2009 mit Schön bis in den Tod eine Neuverfilmung, an der Rosman als Ausführender Produzent beteiligt war.

## Filmografie (Auswahl)
- 1983: The House on Sorority Row
- 1985: Blue Yonder – Flug in die Vergangenheit (The Blue Yonder)
- 1986: Ein toller Hund (Spot Marks the X)
- 1994: The Force
- 1995: Ein tödliches Vergehen
- 1995: Evolver (Regie, Drehbuch mit Manny Coto)
- 1997: The Invader – Killer aus einer anderen Welt (The Invader)
- 2000: Hilfe, ich bin ein Supermodel (Model Behavior)
- 2000: Zum Leben erweckt (Life-Size)
- 2002: Heart Attack – Die Bombe im Körper (Dead in a Heartbeat)
- 2002: Eben ein Stevens (Even Stevens, Fernsehserie, 2 Folgen)
- 2004: Cinderella Story (A Cinderella Story)
- 2005: The Perfect Man
- 2008: Prinzessin Ithaka (Princess)
- 2008: Wer ist hier der Weihnachtsmann? (Snow 2: Brain Freeze)
- 2011: William und Kate: Ein Märchen wird wahr (William & Kate: Let Love Rule)
- 2016: Superkids (Time Toys)